# Amphiaeschna ampla
Genre
Espèce
Amphiaeschna ampla  est une espèce monotypique dans la famille des Aeshnidae appartenant au sous-ordre des Anisoptères dans l'ordre des Odonates. Le genre Amphiaeschna a été décrit par l'entomologiste Rambur en 1842.